# Mont Darwin (Chili)
Pour les articles homonymes, voir Darwin.
Ne pas confondre avec les Monticules de Darwin.
Le mont Darwin, souvent confondu avec le mont Shipton, est un sommet culminant à 2 429 mètres d'altitude dans la cordillère Darwin en  Terre de Feu. Situé en territoire chilien, au nord du canal Beagle, il fait partie de la cordillère des Andes (Amérique du Sud). Il est formé de schiste cristallin et des très gros glaciers couvrent ses pentes sud.

## Histoire

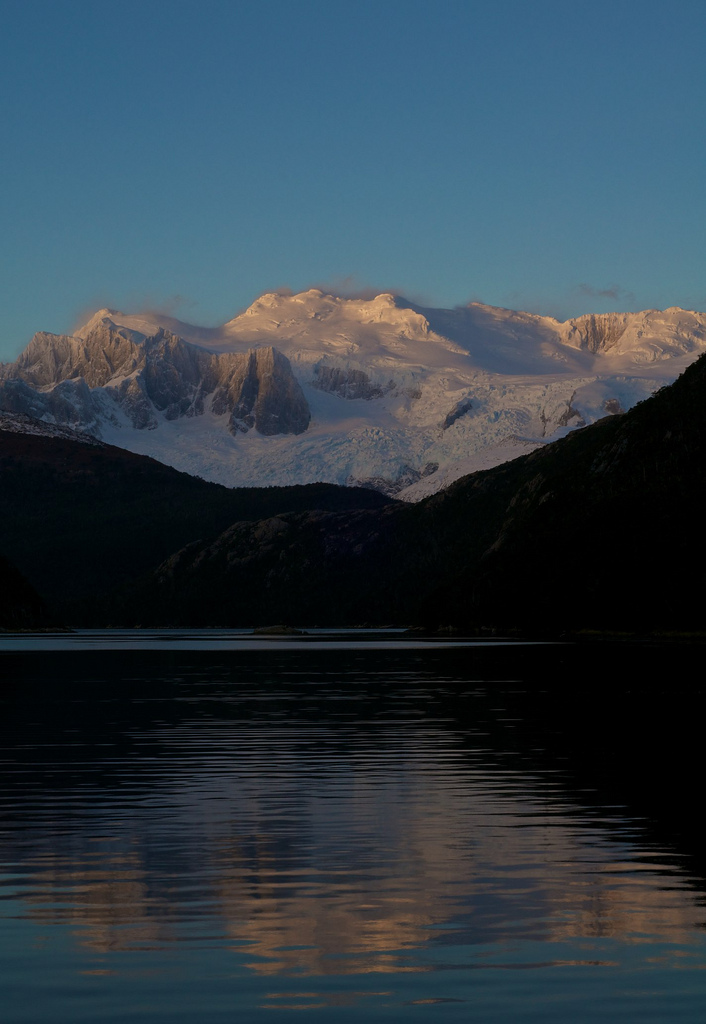
Vue du mont Darwin depuis la baie Pía.

Il est baptisé durant second voyage du HMS Beagle par le capitaine du HMS Beagle, Robert FitzRoy, en l'honneur du 25e anniversaire de Charles Darwin, le 12 février 1834. FitzRoy pense alors qu’il s’agit du sommet le plus élevé de la cordillère Darwin. Un an auparavant, FitzRoy avait nommé l'étendue d'eau au sud-ouest de la montagne canal de Darwin afin de rendre hommage à l'action et au courage de Darwin lors du sauvetage des barques du navire après que de grosses vagues aient été produites par la chute d'une grande masse de glace dans l'eau.
En 1961, l'alpiniste britannique Eric Shipton et trois Chiliens, Eduardo Garcia, Francisco Vivanco et Cedomir Marangunic, réalisent l’ascension d’un sommet qui leur semble le plus élevé de la cordillère Darwin et pensent qu’il s’agit bien du mont Darwin. Mais, en 1970, une expédition néozélandaise confirme l’existence de deux sommets très proches. L’expédition de Shipton aurait donc réalisé l’ascension d’un sommet inconnu situé au nord-ouest du mont Darwin et plus élevé de seulement 40 mètres que ce dernier. L’expédition néozélandaise propose alors aux autorités géographiques chiliennes de nommer ce sommet en l’honneur d'Eric Shipton. La proposition est acceptée.